# Serie Final de la Liga Dominicana de Baloncesto 2008
La Serie Final de la Liga Dominicana de Baloncesto 2008 fue la serie definitiva para la Liga Dominicana de Baloncesto 2008. La serie se disputó del 26 de septiembre al 5 de octubre de 2008. Los Constituyentes de San Cristóbal derrotaron a los Reales de La Vega 4 partidos a 2, logrando su primer campeonato en la historia de la liga. Los Constituyentes se convirtieron en el primer equipo en lograr el título nacional del Circuito Sureste.
Los Reales hicieron su segunda aparición en una Serie Final, tras lograr el campeonato nacional en la Serie Final de 2005. Por el otro lado, los Constituyentes también hicieron su segunda aparición, tras su primera llegada a la Serie Final en 2006, donde fueron derrotados por los Metros de Santiago en el séptimo juego de la serie.

## Trayectoria hasta la Serie Final
Estos son los resultados de ambos equipos desde el comienzo de la temporada:
| Circuito | Equipo                          | Serie regular          | Serie Final del Circuito                                 |
| -------- | ------------------------------- | ---------------------- | -------------------------------------------------------- |
| Norte    | Reales de La Vega               | 14-5 (1º del circuito) | Derrotaron a los Indios de San Francisco de Macorís, 3-2 |
| Sureste  | Constituyentes de San Cristóbal | 15-4 (1º del circuito) | Derrotaron a los Panteras del Distrito Nacional, 3-1     |

## Serie Final

### Partido 1
| Fecha                    |                                 | Resultado |                   | Lugar                                         |
| ------------------------ | ------------------------------- | --------- | ----------------- | --------------------------------------------- |
| 26 de septiembre de 2008 | Constituyentes de San Cristóbal | 82 - 78   | Reales de La Vega | Polideportivo de San Cristóbal, San Cristóbal |

Los Constituyentes comenzaron con la cabeza en alto tras derrotar a los Reales 82 por 78 en el primer encuentro de la serie final. San Cristóbal logró ganar lo que fue un encuentro difícil para ellos, ya que al concluir la primera mitad perdían el partido 51 por 34, pero el equipo remonto y ganó el partido. José Fortuna lideró a San Cristóbal con 19 puntos, Carl Mitchell logró 14 puntos, Josué Abréu anotó 13 tantos, mientras Okaris Lenderborg logró una impresionante actuación tras finalizar con 8 puntos, 8 rebotes, 8 asistencias y 6 robos. Por la Vega, Albert White anotó 16 puntos, Bobby Pandy logró 15 puntos, mientras que Julius Nwosu registró 10 puntos y 8 rebotes.

### Partido 2
| Fecha                    |                                 | Resultado |                   | Lugar                                         |
| ------------------------ | ------------------------------- | --------- | ----------------- | --------------------------------------------- |
| 28 de septiembre de 2008 | Constituyentes de San Cristóbal | 66 - 64   | Reales de La Vega | Polideportivo de San Cristóbal, San Cristóbal |

San Cristóbal derrotó a la La Vega 66 por 64, pasando a controlar totalmente la serie con un 2-0. José Fortuna nuevamente fue el guía de los Constituyentes, logrando 15 puntos, 5 rebotes y 6 recuperaciones, seguido de Joan Vallejo con 14 puntos, mientras que Josué Abréu quien fue el autor de los dos tiros libres de la victoria, registró 13 puntos. En la causa perdida, Jorge Almánzar encestó 13 puntos, William Gómez 12 y Albert White 10.

### Partido 3
| Fecha                    |                   | Resultado |                                 | Lugar                                            |
| ------------------------ | ----------------- | --------- | ------------------------------- | ------------------------------------------------ |
| 30 de septiembre de 2008 | Reales de La Vega | 86 - 59   | Constituyentes de San Cristóbal | Palacio de los Deportes Fernando Teruel, La Vega |

Los Reales lograron su primera victoria en la serie después de derrotar 86 por 59 a los Constituyentes, colocando la serie 2-1. En este encuentro, la Vega se apoderó del partido con una gran labor defensiva, tanto así que solo un jugador de San Cristóbal pudo lograr cifras dobles en anotación. Albert White lideró a los veganos con 26 puntos, mientras que Jorge Almánzar y Juan Coronado lograron 13 y 10, respectivamente. Por los derrotados, Joan Vallejo fue el único jugador en alcanzar cifras dobles con 10 puntos, Josué Abréu y Carl Mitchell lograron 9 cada uno.

### Partido 4
| Fecha                |                   | Resultado |                                 | Lugar                                            |
| -------------------- | ----------------- | --------- | ------------------------------- | ------------------------------------------------ |
| 1 de octubre de 2008 | Reales de La Vega | 58 - 76   | Constituyentes de San Cristóbal | Palacio de los Deportes Fernando Teruel, La Vega |

Los Constituyentes derrotaron a los Reales 76 por 58, colocándose a un triunfo del título nacional, poniendo la serie 3-1 a su favor. San Cristóbal dominó el encuentro desde su inicio. Eddie Elisma hizo una gran actuación con un doble-doble de 24 puntos y 10 rebotes, mientras lideró a San Cristóbal a la victoria. Josué Abréu contribuyó con 14 tantos y Joan Vallejo con 11 puntos. Los más destacados de los Reales fueron Albert White con 12 puntos y Juan Coronado con 10 puntos y 11 rebotes.

### Partido 5
| Fecha                |                                 | Resultado |                   | Lugar                                         |
| -------------------- | ------------------------------- | --------- | ----------------- | --------------------------------------------- |
| 3 de octubre de 2008 | Constituyentes de San Cristóbal | 66 - 78   | Reales de La Vega | Polideportivo de San Cristóbal, San Cristóbal |

Los Reales derrotaron 78 a 66 a los Constituyentes, colocando la serie 3-2 a favor de estos últimos. La Vega domino totalmente el inicio del partido tras concluir el primer parcial con una ventaja de 16 puntos. Desde ese cuarto, los veganos no perdieron el liderato del partido, logrando mantenerse con vida en la serie colocándose a un partido por debajo de los de San Cristóbal. Jorge Almánzar lideró a los veganos con 16 puntos, seguido de Juan Coronado con 15 tantos, mientras que Benito Flores logró 12 puntos. Josué Abreu lideró a los Constituyentes con 16 tantos, mientras que José Fortuno registró 12 puntos y 6 asistencias.

### Partido 6
| Fecha                |                   | Resultado |                                 | Lugar                                            |
| -------------------- | ----------------- | --------- | ------------------------------- | ------------------------------------------------ |
| 5 de octubre de 2008 | Reales de La Vega | 70 - 72   | Constituyentes de San Cristóbal | Palacio de los Deportes Fernando Teruel, La Vega |

Los Constituyentes derrotaron a los Reales 72 por 70, logrando su primer campeonato nacional en la historia de la liga. San Cristóbal se convirtió en el primer equipo del circuito sureste en lograr el campeonato de la liga. Hansel Salvador quien no había tenido una buena actuación durante la serie, fue el líder de los Constituyentes con 21 puntos, Okaris Lenderborg anotó 11 puntos, mientras que Eddie Elisma logró un doble-doble con 10 puntos y 15 rebotes. Por el otro lado, Juan Coronado fue el mejor por los veganos con 17 puntos, seguido de Jorge Almánzar y Albert White con 16 y 15 puntos, respectivamente.

## Roster del equipo campeón
| Constituyentes de San Cristóbal | Constituyentes de San Cristóbal | Constituyentes de San Cristóbal | Constituyentes de San Cristóbal |
| Nombre                          | Nacionalidad                    | Posición                        |                                 |
| ------------------------------- | ------------------------------- | ------------------------------- | ------------------------------- |
| Josué Abréu                     | República Dominicana            | Armador (1)                     |                                 |
| José Corporán                   | República Dominicana            | Armador (1)                     |                                 |
| Eddie Elisma                    | Estados Unidos                  | Centro (5)                      |                                 |
| José Fortuna                    | República Dominicana            | Armador (1)                     |                                 |
| Okaris Lenderborg               | República Dominicana            | Escolta (2)                     |                                 |
| Julio Lora                      | República Dominicana            | Armador (1)                     |                                 |
| Luis Martínez                   | República Dominicana            | Delantero (3)                   |                                 |
| Carl Mitchell                   | Estados Unidos                  | Centro (5)                      |                                 |
| Jorge Rivera                    | Puerto Rico                     | Delantero de poder (4)          |                                 |
| Hansel Salvador                 | República Dominicana            | Escolta (2)                     |                                 |
| Wilkin Tejada                   | Puerto Rico                     | Delantero de poder (4)          |                                 |
| Joan Vallejo                    | República Dominicana            | Escolta (2)                     |                                 |
| Dirigente: José Mercedes        |                                 |                                 |                                 |